# Нойштифт-им-Мюлькрайс
Нойштифт-им-Мюлькрайс (нем. Neustift im Mühlkreis) — коммуна (нем. Gemeinde) в Австрии, в федеральной земле Верхняя Австрия. 
Входит в состав округа Рорбах.  Население составляет 1470 человек (на 31 декабря 2005 года). Занимает площадь 20 км². Официальный код  —  41329.

## Политическая ситуация
Бургомистр коммуны — Франц Раушер (АНП) по результатам выборов 2003 года.
Совет представителей коммуны (нем. Gemeinderat) состоит из 19 мест.
- АНП занимает 15 мест.
- СДПА занимает 4 места.